# Charlie Gracie

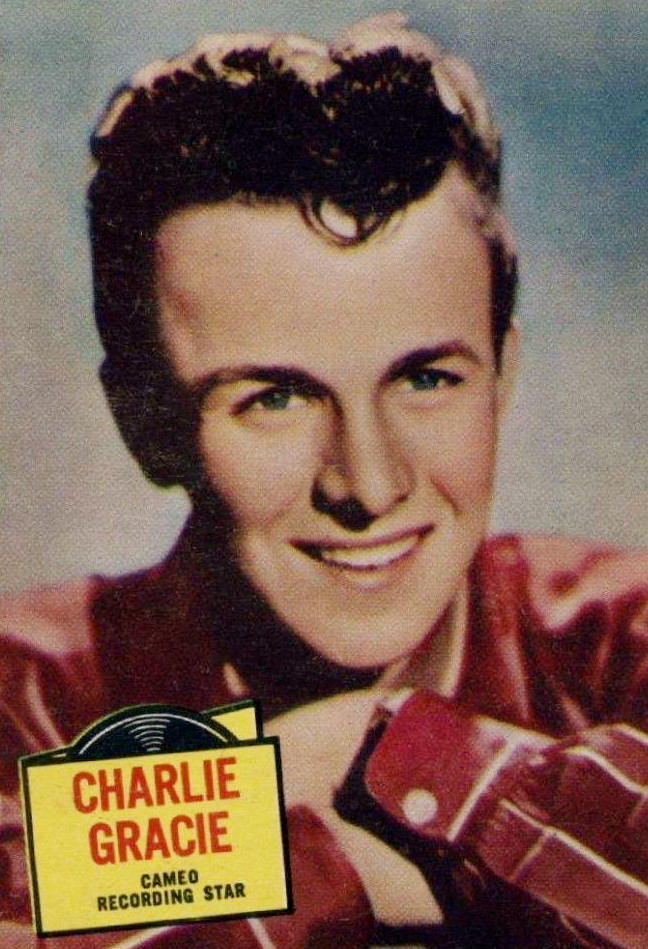
Charlie Gracie (1957)

Charles Anthony „Charlie“ Gracie (* 14. Mai 1936 in Philadelphia, Pennsylvania; † 17. Dezember 2022 ebenda) war ein US-amerikanischer Rockabilly-Musiker und Gitarrist.

## Leben
Gracie begann mit 10 Jahren Gitarre zu spielen, mit 15 trat er in der zeitgleich im Radio und TV ausgestrahlten Sendung Paul Whiteman’s TV Teen Club auf und nahm seine erste Single auf.
1956 bekam Gracie bei Cameo-Parkway einen Vertrag. Seine erste dort veröffentlichte Single Butterfly war bereits ein großer Erfolg, der ihm Auftritte in der Ed Sullivan Show und bei American Bandstand ermöglichte. Butterfly erreichte 1957 Platz 7 der Charts in den USA und Platz 12 in UK. In den damals noch separat ausgewiesenen amerikanischen Jukebox-Charts erreichte der Titel sogar Platz 1. Der Sänger Andy Williams hatte mit einer Coverversion zeitgleich Erfolg. Mit den Liedern Butterfly und I Love You So Much It Hurts erreichte Gracie im selben Jahr noch zweimal die Top Ten der Charts in Großbritannien, wo er populärer als in seinem Heimatland war. Ein Gerichtsstreit mit seinem Label Cameo ab 1958 war mitverantwortlich dafür, dass weitere Charterfolge ausblieben.
Gracie wurde von einer Reihe berühmter Musiker geschätzt. George Harrison bezeichnete Charlies Gitarrentechnik in einem Interview mit dem Billboard Magazine im März 1996 als „brillant“. Paul McCartney würdigte Charlie mit seiner Interpretation von Fabulous auf dem Album Run Devil Run. Cliff Richard nahm 2013 für das Album The Fabulous Rock ’n’ Roll Songbook mit Fabulous und Butterfly gleich zwei Gracie-Songs auf. Für Van Morrison durfte Gracie ein Konzert an der Westküste eröffnen. Gracies musikalischer Einfluss wurde 2007 mit dem Dokumentarfilm Fabulous gewürdigt. Hier kommen Wegbegleiter wie Frankie Avalon, Dick Boccelli und D.J. Fontana zu Worte.
Gracie blieb auch lange nach seinen Erfolgen in den 1950er-Jahren mit Tourneen aktiv, unter anderem in Großbritannien, den USA und den Niederlanden. Noch 2021, im hohen Alter von 85 Jahren, gab er Konzerte.

## Diskografie

### Alben
- 1996: Live at the Stockton Globe, August 26th 1957
- 2001: I’m All Right
- 2011: For the Lofe of Charlie

### Singles
| Jahr | Titel B-Seite                              | Höchstplatzierung, Gesamtwochen, AuszeichnungChartplatzierungen (Jahr, Titel, B-Seite, Platzierungen, Wochen, Auszeichnungen, Anmerkungen) | Höchstplatzierung, Gesamtwochen, AuszeichnungChartplatzierungen (Jahr, Titel, B-Seite, Platzierungen, Wochen, Auszeichnungen, Anmerkungen) | Anmerkungen |
| Jahr | Titel B-Seite                              | UK | US | Anmerkungen |
| ---- | ------------------------------------------ | --- | --- | ----------- |
| 1957 | Butterfly Ninety-Nine-Ways                 | UK12 (8 Wo.)UK | US7 (1 Wo.)US |             |
| 1957 | Fabulous Just Lookin’                      | UK8 (16 Wo.)UK | US26 (15 Wo.)US |             |
| 1957 | I Love You So Much It Hurts Wanderin’ Eyes | UK6 (14 Wo.)UK | US71 (3 Wo.)US |             |
| 1957 | Cool Baby You Got A Heart Like A Rock      | UK26 (1 Wo.)UK | — |             |

#### Weitere Singles
- 1951: Boogie Boogie Blues / I’m Gonna Sit Right Down And Write Myself A Letter
- 1952: All Over Town / Rockin’ And Rollin’
- 1953: T’Ain’t No Sin In Rhythm / Say What You Mean
- 1955: My Baby Loves Me / Head Home, Honey!
- 1955: Wildwood Boogie / Honey! Honey!
- 1955: My Baby Loves Me / Head Home, Honey!
- 1955: Wildwood Boogie / Honey! Honey!
- 1958: Crazy Girl / Dressin’ Up
- 1958: Love Bird / Trying
- 1959: Doodlebug / Hurry Up, Buttercup
- 1959: Angel of Love / I’m A Fool, That’s Why
- 1959: Oh-Well-A / Because I Love You So
- 1960: The Race / I Looked For You
- 1960: Sorry For You / Scenery
- 1961: W-Wow / Makin’ Whoopee
- 1962: Pretty Baby / Night And Day, U.S.A.
- 1963: Count Of Three / Just Like Us
- 1965: He’ll Never Love You Like I Do / Keep My Love Next Door To Your Heart
- 1969: Walk With Me Girl / Tenderness